# Berthold Cohn
Pour les articles homonymes, voir Cohn.
Berthold Cohn, né le 21 janvier 1870 à Rawicz, en Prusse (aujourd'hui en Pologne) et mort le 11 mai 1930 à Paris en France, est un astronome français d'origine allemande, qui en 1897 devient docteur en philosophie de l'université de Strasbourg, ville où il s'installe dans les années 1920.

## Éléments biographiques
Berthold Cohn est né en 1878 à Rawicz, dans le Royaume de Prusse (aujourd'hui en Pologne).

### Études à Strasbourg
Il obtient un doctorat en philosophie de l'université de Strasbourg en 1897. Sa thèse s'intitule: "Über die Gaussche Methode aus den Beobachtungen dreier gleichen Sternhähen die Höhe, Zeit und Polhöhe zu finden und praktische Hilfsmittel zu ihrer Anwendung",.
Il est nommé astronome-calculateur à cette université.
En 1897, il devient membre de la Société astronomique de France et en 1898, membre de la Société Astronomique de Heidelberg.

### Berlin
À l'université Humboldt de Berlin (Humboldt-universität zu Berlin), il dirige les travaux de deux étudiants: Georg Struve (1910) et Hans-Hermann Kritzinger (1911).

### Retour définitif à Strasbourg
Originaire de Posnanie, devenue province polonaise, pays allié de la France, il est autorisé à demeurer en Alsace après 1919. Il est naturalisé français avec sa famille par décret du 18 novembre 1925.
Marié à Sarah Posen (née à Francfort-sur-le-Main en 1879, elle meurt en 1949 à Paris. Ils ont deux fils: l'aîné Marcus Cohn dit "Marc" et Jacques dit "Bô" Cohn, et deux filles Paula Cohn et Ruth Cohn, cette dernière déportée en 1944. Jacques Cohn sera actif dans la Résistance. Marcus fonde et devient en 1935 le premier directeur de l'École Maïmonide (Boulogne-Billancourt).
Il est président de la communauté juive orthodoxe Etz 'Haim de Strasbourg (Kageneck),.

## Publications
- (de) Berthold Cohn. Elemente des Cometen 1898.... Astronomical Nachrichten (Astronomical Notes). Volume 146, issue 6, p. 95-96, 1898[10].
- (de) Berthold Cohn. Zur Frage der Sichtbarheit der neuen Mondsichel. Astronomische Nachrichten. 171, 35-38, 1906[11].
- (de) Berthold Cohn. Der Almanach perpetuum des Abraham Zacuto: ein Beitrag zur Geschichte des Astronomie im Mittelalter, 1918[12].
- (en) Berthold Cohn & Leslie John Comrie. Tables of Addition and Substraction Logarithms with Six Decimals. Scientific Computing Service, 1939[13].